# Каноас
Каноас (порт. Canoas) град је у Бразилу у савезној држави Рио Гранде до Сул. Према процени из 2007. у граду је живело 326.458 становника.

## Становништво
Према процени из 2007. у граду је живело 326.458 становника.
| 1991.   | 2000.   |
| ------- | ------- |
| 279,127 | 306,093 |